# Кена
Кена (арап. قنا) је град у Египту у гувернорату Кена. Према процени из 2008. у граду је живело 214.851 становника.

## Становништво
Према процени, у граду је 2008. живело 214.851 становника.
| 1986.   | 1996.   | 2006.   |
| ------- | ------- | ------- |
| 119.917 | 171.275 | 206.831 |